# Manuel Rodríguez Araneda
Manuel Rodríguez Araneda (ur. 18 stycznia 1938 w Santiago de Chile, zm. 26 września 2018), chilijski piłkarz, obrońca. Brązowy medalista MŚ 62.
W reprezentacji Chile wystąpił siedem razy. Debiutował 9 grudnia 1961 w meczu z Węgrami, ostatni raz zagrał w 1967. Podczas MŚ 62 zagrał w dwóch spotkaniach, półfinale z Brazylią i wygranym 1:0 spotkaniu z Jugosławią o trzecie miejsce. Był wówczas piłkarzem Unión Española.
Pracował jako trener. W 1987 prowadził reprezentację Chile.